# Cikadolike
Cikadolike (lat. Cycadales), biljni red u razredu Cycadopsida (cikadovnice; Cycadatae) koji se sastoji od najmanje dvije porodice vazdazelenog grmlja i drveća, cikasovke s rodom cikas (Cycas) (Cycadaceae) i kijakovke (Zamiaceae) s rodovima ceratozamija (Ceratozamia), dion (Dioon), Encefalartos (Encephalartos), lepidozamija (Lepidozamia), makrozamija (Macrozamia), mikrocikas (Microcycas) i zamija (Zamia). Rodovi bovenija (Bowenia) i stangerija (Stangeria) se ponekad vode kao posebna porodica Stangeriaceae. Ukupan broj vrsta u ove dvije porodice je oko 350.
Cikadolike su rasprostranjene po tropskim predjelima Amerike, Afrike, Azije, Australije. Rod cikas po kojem su porodica red i razred dobili ime ima preko stotinu vrsta, a ime mu dolazi po grčkoj riječi kykas što je kod Teofrasta označavalo neku palmu. 
Tzv. sago palma, lažna palma ili cikas palma (Cycas revoluta) nije prava palma, nego je samo nalik na nju, a nije ni u srodstvu s pravom sago palmom (Metroxylon sagu), ali i jedna i druga služe za izradu sago brašna, nakon što se iz biljke višestrukim namakanjem otklone otrovni sastojci. 